# لاري فاي
لاري فاي (بالإنجليزية: Larry Fay)‏ هو Q46961 أمريكي، ولد في 1888، وتوفي في 1933.

## وصلات خارجية
- لاري فاي على موقع الموسوعة البريطانية (الإنجليزية)